# Oncousoecia ovoidea
Oncousoecia ovoidea är en mossdjursart som beskrevs av Osburn 1953. Oncousoecia ovoidea ingår i släktet Oncousoecia och familjen Oncousoeciidae. Inga underarter finns listade i Catalogue of Life.